# Сергеј Крикаљов
Сергеј Константинович Крикаљов (рус. Сергей Константинович Крикалёв) је руски космонаут и машински инжењер. Летео је на 6 свемирских мисија и тренутно је други по укупном времену проведеном у свемиру. На дан 16. августа 2005. премашио је рекорд од 748 дана у свемиру који је држао космонаут Сергеј Авдејев. Укупно је у свемиру провео 803 дана 9 сати и 39 минута. Овај рекорд оборио је његов колега, сународник Генадиј Падалка, 28. јуна 2015. године у 21.42 УТЦ.
Крикаљов је рођен у Лењинграду (данашњи Санкт Петербург) у Русији 27. августа 1958. Воли пливање, скијање, бициклизам, акробатско летење и радио-аматеризам (нарочито из свемира - позивни знак U5MIR и X75M1K).
Крикаљов је 15. фебруара 2007. постављен за заменика председника корпорације Енергија (рус. Ракетно-космическая корпорация "Энергия" им. С. П. Королева) где је задужен за летове у свемир са људском посадом. У склопу те позиције он је и администратор центра за обуку космонаута Јуриј Гагарин.
По многима, Крикаљов је “последњи грађанин Совјетског Савеза”. Током његовог десетомесечног боравка на свемирској станици Мир, од маја 1991. до марта 1992. године, дошло је до распада Совјетског Савеза.

## Образовање
Средњу школу је завршио 1975. Стекао је диплому машинског инжењера 1981. године на техничком универзитету у Санкт Петербургу. Специјализовао се за дизајн и производњу свемирских летелица. 

## Посебна признања
Био је члан руских и совјетских националних аеробатских летачких тимова, првак Москве 1983. и првак Совјетског Савеза 1986. Због својих заслуга за свемирске летове одликован је титулом Херој Совјетског Савеза, Орденом Лењина, француском титулом Легија части и новом титулом Херој Руске Федерације. Такође му је додељена медаља за свемирске летове свемирске агенције НАСА, и то два пута - 1994. и 1998.
На дан 23. маја 2007. постао је почасни грађанин Санкт Петербурга.

## Каријера

#### Енергија
Након дипломирања 1981. године придружио се компанији Енергија, руској индустријској организацији која је била одговорна за летове у свемир са људском посадом. Радио је на тестирању опреме, развоју метода за свемирске операције и контроли летелица са земље. Када је дошло до квара на станици Саљут 7 1985. био је у тиму који је требало да реши проблем, учествовао је у развоју метода за прилазак и поправку контролних система станице која се тумбала у орбити без контроле.

#### Мир
Крикаљов је изабран за космонаута 1985. године, а основну обуку је завршио 1986. и у то време је радио на програму совјетског спејс-шатла Буран. Почетком 1988. започео је тренинг за дуготрајни лет на свемирску станицу Мир.
Тренинг је укључивао обуку за: најмање шест свемирских шетњи, инсталацију новог сегмента, први тест јединице за маневрисање (енгл. Manned Maneuvering Unit) као и другу заједничку совјетско-француску научну мисију. Летелица Сојуз ТМ–7 је лансирана 26. новембра 1988. г. са Крикаљовом као инжењером лета, заповедник летелице био је Александар Волков, а трећи члан посаде био је француз Жан-Лоуп Критијан. Претходна посада станице продужила је боравак још 25 дана чиме је оборен рекорд по броју дана током којих је станица имала шесточлану посаду. Након одвајања и слетања на Земљу претходне посаде, Крикаљов, Полјаков (који је био део претходне посаде) и Волков су наставили да врше експерименте. Пошто је долазак следеће посаде која је требало да их замени одложен, почели су припреме за рад станице без људске посаде пре повратка на Земљу 27. априла 1989.
Крикаљов је почео припреме за свој други свемирски лет у априлу 1990. као члан резервне посаде осме дуготрајне експедиције станице Мир која је укључивала пет свемирских шетњи и седмодневне заједничке совјетско-јапанске активности. У децембру 1990. започео је обуку за девету експедицију која је укључивала десет свемирских шетњи. Крикаљов је полетео 19. маја 1991. летелицом Сојуз ТМ–12, заповедник лета био је космонаут Анатолиј Арцебарски а трећи члан посаде британски астронаут Хелен Шарман. Шарман се вратила на Земљу са претходном посадом станице након седам дана, док су Крикаљов и Арцебарски остали на станици. Током лета обавили су шест свемирских шетњи током којих су извршили више експеримената и послова око одржавања станице.
У јулу 1991. Крикаљов је пристао да остане на станици као инжењер лета и током следеће експедиције, која је требало да пристане у октобру, јер су наредна два лета ка станици сведена на један. Место инжењера лета на летелици Сојуз ТМ–13 је попунио Токтар Убакиров, космонаут из совјетске републике Казахстан који није завршио тренинг за дуготрајни боравак на станици. Након смене посаде у октобру Волков и Крикаљов наставили су обављање експеримената на станици и обавили још једну свемирску шетњу пре повратка на Земљу 25. марта 1992. г. Они су били у свемиру током распада Совјетског Савеза 26. децембра 1991. г.

#### Спејс–шатл
НАСА је у октобру 1992. објавила да ће један искусан руски космонаут бити члан посаде једног од будућих летова спејс-шатла. Крикаљов је био један од два изабрана космонаута од стране руске федералне космичке агенције који ће тренирати за посао специјалисте мисије током лета СТС-60. Изабран је за специјалисту мисије у априлу 1993. године. У септембру 1993. космонаут Владимир Титов изабран је да лети на мисији шатла СТС-63, док је Крикаљов био његова замена.
Крикаљов је био члан посаде мисије СТС-60, прве заједничке спејс-шатл мисије САД и Русије лансиране 3. фебруара 1994. Током осмодневног лета, посада Дискаверија обавила је више експеримената везаних за материјале и обзервацију Земље. Крикаљов је управљао добрим делом операција система за даљинско манипулисање (енгл. Remote Manipulator System). Након 130 орбита око Земље и пређених 6.370.334 km, Дискавери се приземљио на свемирски центар Кенеди 11. фебруара 1994. г. Током овог лета Крикаљов је провео додатних 8 дана 7 сати и 9 минута у свемиру.
Крикаљовсе вратио дужностима у Русији након обилног искуства стеченог током мисије шатла. Повремено је посећивао Џонсонов свемирски центар у Хјустону где је помагао контроли мисије током заједничких операција САД и Русије.
Крикаљов и Роберт Кабана су постали први људи који су ушли у Међународну свемирску станицу у децембру 1998. г.
Крикаљов је такође био члан посаде шатла Ендевор на мисији СТС-88 (од 4–15. децембра 1998), прве мисије изградње МСС. Током дванаестодневне мисије модул Јунити је спојен са модулом Зора. Два члана посаде су спровела три шетње свемиром да би повезали каблове и причврстили алат који ће бити коришћен током наредних мисија. Током мисије су такође стављена у орбиту два микросателита - Mighty Sat 1 и SAC-A. Лет је трајао 283 сата и 18 минута током којих је Ендевор 185 пута обишао Земљу.

#### Међународна свемирска станица
Крикаљов је био члан прве екседиције Међународне свемирске станице. Летелица Сојуз са првом посадом лансирана је 31. октобра 2000. са космодрома Бајконур у Казахстану. Током свог боравка на станици посада је опремала унутрашњост и припремала је за будуће експедиције. Такође су били у орбити довољно дуго да присуствују инсталацији великих соларних панела и америчке лабораторије Судбина. Напустили су станицу са посадом лета СТС-102 18. марта, а слетели на свемирки центар Кенеди (Флорида) 21. марта 2001. године.
Крикаљов је такође био командир Експедиције 11. Боравио је и радио на МСС у периоду од шест месеци. Ово је била његова трећа посета станици. Експедиција 11 лансирана је 14. априла 2005. са космодрома Бајконур, и пристала станици 16. априла 2005. г. Након осмодневног упознавања и преузимања дужности заменили су чланове Експедиције 10 која се вратила на Земљу летелицом Сојуз. Планови за Експедицију 11 укључивали су две шетње свемиром, прву у августу из америчке барокоморе Квест користећи америчка свемирска одела и другу користећи руска свемирска одела из барокоморе Пирс.
Експедиција 11 одвојила се од МСС 10. октобра 2005. и слетела у степе Казахстана око три сата касније. Заменила их је Експедиција 12.
Након овог лета, који му је био шести у каријери, Крикаљов је накупио укупно 803 дана 9 сати и 39 минута у свемиру и више година био је рекордер по укупном времену проведеном у свемиру, све до јуна 2015. године када је тај рекорд оборио Генадиј Падалка.
Крикалеви доприноси Међународној свемирској станици нису били ограничени само на време које је провео у орбити. Крикаљов је 15. јуна 2007. године дошао у руску контролу мисије и наводио чланове Експедиције 15 да покрену рачунар у руском сегменту станице који је имао проблема са радом.

## Мисије
| Лет                      | Лансиран бродом          | Време лансирања          | Слетео бродом            | Време слетања            | Боравак у свемиру         |
| ------------------------ | ------------------------ | ------------------------ | ------------------------ | ------------------------ | ------------------------- |
| 1                        | Сојуз ТМ-7               | 26.11.1988, 15.:49.34    | Сојуз ТМ-7               | 27.04.1989, 02.57.58     | 151 дан 11 ч 08 мин 24 с  |
| 2                        | Сојуз ТМ-12              | 18.05.1991, 12.50.28     | Сојуз ТМ-13              | 25.03.1992, 08.51.22     | 311 дана 20 ч 00 мин 54 с |
| 3                        | СТС-60 (Дискавери/18)    | 03.02.1994, 12.10.00     | СТС-60 (Дискавери/18)    | 11.02.1994, 19.20.13     | 8 дана 07 ч 10 мин 13 с   |
| 4                        | СТС-88 (Ендевор/13)      | 04.12.1998, 08.35.34     | СТС-88 (Ендевор/13)      | 16.12.1998, 03.54.21     | 11 дана 19 ч 18 мин 47 с  |
| 5                        | Сојуз ТМ-31              | 31.10.2000, 07.52.47     | СТС-102 (Дискавери/29)   | 21.03.2001, 07.33.06     | 140 дана 23 ч 40 мин 19 с |
| 6                        | Сојуз ТМА-6              | 15.04.2005, 00.46.25     | Сојуз ТМА-6              | 11.10.2005, 01.09.48     | 179 дана 00 ч 23 мин 23 с |
| Укупан боравак у свемиру | Укупан боравак у свемиру | Укупан боравак у свемиру | Укупан боравак у свемиру | Укупан боравак у свемиру | 803 дана 09 ч 42 мин 00 с |

#### Шетње свемиром
| Шетња  | Излазак у свемир  | Трајање шетње |
| ------ | ----------------- | ------------- |
| 1      | 24.06.1991, 21.11 | 4 ч 58 мин    |
| 2      | 28.06.1991, 19.02 | 3 ч 24 мин    |
| 3      | 15.07.1991, 11.45 | 5 ч 56 мин    |
| 4      | 19.07.1991, 11.10 | 5 ч 28 мин    |
| 5      | 23.07.1991, 09.15 | 5 ч 42 мин    |
| 6      | 27.07.1991, 08.44 | 6 ч 49 мин    |
| 7      | 20.02.1992, 20.09 | 4 ч 12 мин    |
| 8      | 18.08.2005, 19.02 | 4 ч 57 мин    |
| Укупно | Укупно            | 41 ч 26 мин   |

## Галерија
- Крикаљов посматра пристајање шатла током Експедиције 1 на МСС.
- Слева: Гидзенко, Шепард и Крикаљов, чланови прве експедиције на МСС.
- Крикаљов тестира нову комуникациону опрему инсталирану у модулу Звезда.
- Поправка генератора кисеоника током Експедиције 11.
- Сергеј Крикаљов, директор центра за обуку космонаута, одговара на питања новинара.